# Großsteingrab Myregård 3
Das Großsteingrab Myregård 3 war eine megalithische Grabanlage der jungsteinzeitlichen Nordgruppe der Trichterbecherkultur im Kirchspiel Helsinge in der dänischen Kommune Gribskov. Es wurde im 19. Jahrhundert zerstört.

## Lage
Das Grab lag ostsüdöstlich von Kæderup auf einem Feld. In der näheren Umgebung gibt bzw. gab es mehrere weitere megalithische Grabanlagen. Etwa 200 m westlich lag das zerstörte Großsteingrab Myregård 2. Etwa 350 m westnordwestlich liegt das noch erhaltene Großsteingrab Myregård 1.

## Forschungsgeschichte
Mitarbeiter des Dänischen Nationalmuseums führten im Jahr 1886 eine Dokumentation der Fundstelle durch. Zu dieser Zeit waren keine baulichen Überreste der Anlage mehr erhalten.

## Beschreibung

### Architektur
Die Anlage besaß eine nord-südlich orientierte längliche Hügelschüttung. Ihre genauen Maße sind nicht überliefert. Der Hügel enthielt eine Grabkammer, die wahrscheinlich als kleiner Dolmen anzusprechen ist. Die Kammer hatte eine Länge von 1,8 m, zu ihrer Orientierung liegen keine Angaben vor. Es konnte nur noch ein einzelner großer Stein festgestellt werden.

### Funde
In der Kammer wurde vor 1886 von den Kindern des Grundbesitzers das Skelett eines kleinen Pferds entdeckt.